# Steatoda nahuana
Steatoda nahuana là một loài nhện trong họ Theridiidae.
Loài này thuộc chi Steatoda. Steatoda nahuana được Willis J. Gertsch miêu tả năm 1960.